# Recopa de Europa de baloncesto 1976-77
La Recopa de Europa de Baloncesto 1976-77 fue la undécima edición de esta competición organizada por la FIBA que reunía a los campeones de las ediciones de copa de los países europeos. Tomaron parte 25 equipos, cinco más que en la edición precedente, proclamándose campeón el equipo italiano del Forst Cantù, en una final disputada en Palma de Mallorca.
Italia se convirtió en el primer país en ganar en dos ocasiones dos títulos de forma consecutiva. Cantù previamente había derrotado en semifinales al defensor del título, el Cinzano Milano, en el tercer enfrentamiento en toda la historia de la competición entre dos equipos del mismo país. Cantù fue el cuarto equipo en ganar la Recopa tras el Ignis Varese, el Fides Napoli y el Olimpia Milano.

## Participantes
| Italia              | 2 | Forst Cantù        | Cinzano Milano |
| Albania             | 1 | Partizani Tirana   |                |
| Austria             | 1 | Trend Wien         |                |
| Bélgica             | 1 | Ijsboerke Kortrijk |                |
| Bulgaria            | 1 | Botev              |                |
| Checoslovaquia      | 1 | Slavia VŠ Praha    |                |
| Egipto              | 1 | Al-Zamalek         |                |
| Inglaterra          | 1 | Embassy All-Stars  |                |
| Francia             | 1 | ASVEL              |                |
| Grecia              | 1 | AEK                |                |
| Islandia            | 1 | UMFN               |                |
| Israel              | 1 | Hapoel Gvat/Yagur  |                |
| Luxemburgo          | 1 | Etzella            |                |
| Países Bajos        | 1 | Buitoni Flamingo's |                |
| Polonia             | 1 | Wybrzeże Gdańsk    |                |
| Rumania             | 1 | Steaua București   |                |
| Escocia             | 1 | Boroughmir Barrs   |                |
| Unión Soviética     | 1 | Spartak Leningrad  |                |
| España              | 1 | Juventud Schweppes |                |
| Suecia              | 1 | Högsbo             |                |
| Suiza               | 1 | Fribourg Olympic   |                |
| Turquía             | 1 | Beşiktaş           |                |
| Alemania Occidental | 1 | Wolfenbüttel       |                |
| Yugoslavia          | 1 | Radnički Belgrade  |                |

## Primera ronda
| Equipo 1           | Agr.    | Equipo 2           | Ida   | Vuelta |
| ------------------ | ------- | ------------------ | ----- | ------ |
| Etzella            | 120–211 | Trend Wien         | 60–99 | 60–112 |
| Hapoel Gvat/Yagur  | 145–163 | Steaua București   | 83–71 | 62–92  |
| Fribourg Olympic   | 141–147 | Beşiktaş           | 82–71 | 59–76  |
| UMFN               | 143–165 | Boroughmir Barrs   | 77–78 | 66–87  |
| Buitoni Flamingo's | 167–189 | Juventud Schweppes | 80–74 | 87–115 |
| Al-Zamalek         | 166–189 | Wybrzeże Gdańsk    | 78–79 | 88–110 |
| Partizani Tirana   | 0–4*    | Radnički Belgrade  | 0–2   | 0–2    |
| Högsbo             | 172–169 | Wolfenbüttel       | 91–74 | 81–95  |
| Botev              | 179–187 | Ijsboerke Kortrijk | 98–85 | 81–102 |
| AEK                | 132–172 | Slavia VŠ Praha    | 73–66 | 59–106 |
| Embassy All-Stars  | 173–192 | ASVEL              | 87–83 | 86–109 |

*Partizani Tirana se retiró antes de la primera vuelta, y el Radnički Belgrade fue dado como ganador (2-0) en ambos partidos.

## Segunda ronda
| Equipo 1           | Agr.    | Equipo 2           | Ida    | Vuelta |
| ------------------ | ------- | ------------------ | ------ | ------ |
| Trend Wien         | 166–179 | ASVEL              | 92–83  | 74–96  |
| Steaua București   | 143–141 | Beşiktaş           | 77–57  | 66–84  |
| Boroughmir Barrs   | 130–237 | Juventud Schweppes | 66–111 | 64–126 |
| Wybrzeże Gdańsk    | 187–211 | Radnički Belgrade  | 101–94 | 86–117 |
| Högsbo             | 180–208 | Forst Cantù        | 95–101 | 85–107 |
| Ijsboerke Kortrijk | 165–178 | Slavia VŠ Praha    | 96–83  | 69–95  |

Clasificados automáticamente para la fase de cuartos de final
- Cinzano Milano (defensor del título)
- Spartak Leningrad

## Cuartos de final
Los cuartos de final se jugaron con un sistema de todos contra todos, divididos en dos grupos.
|  | Clasificados para semifinales |

|    | Equipo            | PJ | Pts | G | P | PF  | PC  | Dif. |
| -- | ----------------- | -- | --- | - | - | --- | --- | ---- |
| 1. | Radnički Belgrade | 6  | 10  | 4 | 2 | 540 | 475 | +65  |
| 2. | Cinzano Milano    | 6  | 9   | 3 | 3 | 540 | 504 | +36  |
| 3. | Spartak Leningrad | 6  | 9   | 3 | 3 | 514 | 491 | +23  |
| 4. | Slavia VŠ Praha   | 6  | 8   | 2 | 4 | 426 | 550 | -124 |

|    | Equipo             | PJ | Pts | G | P | PF  | PC  | Dif. |
| -- | ------------------ | -- | --- | - | - | --- | --- | ---- |
| 1. | Forst Cantù        | 6  | 10  | 4 | 2 | 599 | 495 | +104 |
| 2. | Juventud Schweppes | 6  | 10  | 4 | 2 | 539 | 528 | +11  |
| 3. | Steaua București   | 6  | 9   | 3 | 3 | 484 | 522 | -38  |
| 4. | ASVEL              | 6  | 7   | 1 | 5 | 503 | 580 | -77  |

## Semifinales
| Equipo 1           | Agr.    | Equipo 2          | Ida    | Vuelta |
| ------------------ | ------- | ----------------- | ------ | ------ |
| Forst Cantù        | 199–173 | Cinzano Milano    | 101–78 | 98–95  |
| Juventud Schweppes | 154–171 | Radnički Belgrade | 74–77  | 80–94  |

## Final
29 de marzo, Palau d'Esports Son Moix, Palma de Mallorca
| Equipo 1    | Resultado | Equipo 2          |
| ----------- | --------- | ----------------- |
| Forst Cantù | 87–86     | Radnički Belgrade |

| 29 de marzo de 1977 | Forst Cantù                      | 87–86       | Radnički Belgrade            | |  |
|                     | Parciales: 46-40, 41-46          |             |                              | |  |
|                     | Estadísticas Carlo Recalcati, 21 | Reporte Pts | Estadísticas Srećko Jarić 30 | Pabellón: Palau d'Esports Son Moix, Palma de Mallorca Asistencia: 5.000 espectadores Árbitros: Carlos Bagué (ESP), Artemik Arabadjan (BUL) |  |

| Campeón de la Recopa de Europa 1976–77 |
| -------------------------------------- |
| Forst Cantù 1.er título                |